# جوي جوردن
جوي جوردن (بالإنجليزية: Joy Jordan) هي عداء مسافات متوسطة بريطانية، ولدت في 13 نوفمبر 1935 في فارنبوروغ في المملكة المتحدة.

## وصلات خارجية
- جوي جوردن على موقع أوليمبيديا (الإنجليزية)